# Hettie Dyhrenfurth
Harriet Pauline „Hettie“ Dyhrenfurth (* 16. November 1892 in Breslau, Provinz Schlesien, Deutsches Kaiserreich; † 28. Oktober 1972 in Orange, Kalifornien, Vereinigte Staaten) war eine deutsche, später schweizerische Bergsteigerin.

## Leben
Dyhrenfurth stammte aus einer Breslauer Industriellenfamilie und hat sehr früh mit Bergsteigen und Klettern begonnen. Ihre Begeisterung war so groß, dass sie ihre Hochzeitsreise 1925 gleich zu einer Besteigung des Matterhorns nutze. Hettie und Günter Oskar Dyhrenfurth organisierten etliche Himalayaexpeditionen, wobei sich Hettie sehr geschickt erwies, sowohl was die Geldbeschaffung als auch die Unterstützung der einheimischen Träger betraf. Für die einheimischen Träger stellte sie ein Nepali-Wörterbuch zusammen, damit die Europäer mit den Trägern kommunizieren konnten, was die Zusammenarbeit enorm erleichterte. Die finanzielle Ausstattung der Expeditionen konnte sie dadurch heben, dass sie die Produktion von Spielfilmen anschob (Himatschal – Thron der Götter, 1931) oder Bücher veröffentlichte, das bekannteste Buch von ihr ist „Memsahb im Himalaja. Die einzige weiße Frau auf der Internationalen Himalaja-Expedition“.
1933 war Dyhrenfurth und ihre Familie gezwungen, Deutschland zu verlassen. Bis dahin waren sie in Breslau ansässig gewesen, hatten aber auch immer wieder viel Zeit in der Schweiz verbracht. Letztendlich entschieden sie sich für eine Emigration in die USA.
1936 erhielt das Ehepaar Dyhrenfurth im Rahmen der Olympischen Sommerspiele 1936 olympisches Gold für ihre alpinistischen Leistungen im Himalaya, den Prix olympique d’alpinisme. Günter nahm die Medaille in Berlin in Empfang, Hettie blieb lieber in der sicheren USA, da sie jüdische Vorfahren hatte und kein Risiko eingehen wollte.
Sie hatte drei Kinder, darunter Norman Dyhrenfurth, der später ein erfolgreicher Bergfilmer und Expeditionsleiter wurde.

## Alpinistische Karriere
Hettie Dyhrenfurth war eine erstklassige Bergsteigerin und gehörte zu der Weltelite der Bergsteiger ihrer Zeit. 1934 gelang ihr die Erstbesteigung des Queen Mary Peak, besser bekannt als der Westgipfels des Sia Kangri (7315 m). Bei dieser Besteigung stellte sie auch einen Höhenweltrekord für Frauen auf, der 20 Jahre lang Bestand hatte. Über diese Besteigung schrieb sie das Buch „Memsahb im Himalaja“ (siehe oben), das wegen ihres unpathetischen Stils auch heute noch modern anmutet.

## Anfeindungen
Zu ihren Erfolgen gesellte sich Anfeindung, weil ihr Leben nicht der traditionellen, männlichen Vorstellung eines weiblichen Lebens entsprach, lieber zum Klettern und Bergsteigen ging und nicht Haus und Kinder hütete: sie ließ angeblich ihre Kinder im Stich. Frauen war zwar formal den Männern gleichgestellt, wurden im praktischen Leben jedoch mit vielen Hindernissen konfrontiert. So wurde Dyhrenfurth nicht in den Alpenverein aufgenommen, da diese Frauen ablehnte – ein Problem für die Finanzierung von Expeditionen. Ende der 1920er, Anfang der 1930er Jahre gesellte sich zum Sexismus auch noch Antisemitismus: es wurde ihr zum Vorwurf gemacht, dass sie einige jüdische Vorfahren hatte.